# Parafia św. Wawrzyńca w Goszczy
Parafia św. Wawrzyńca Diakona i Męczennika w Goszczy – parafia rzymskokatolicka w miejscowości Goszcza, mieszcząca się pod numerem 1. Parafia należy do dekanatu słomnickiego w diecezji kieleckiej. Opiekę nad nią sprawują księża diecezjalni, zaś proboszczem od 1997 jest ks. Andrzej Orlikowski.
Erygowanie parafii datowane jest na lata 70. XIV wieku. W tym samym okresie w miejscowości ufundowany został pierwszy kościół. Obecny kościół pod wezwaniem św. Wawrzyńca ukończono budować w 1737 roku.
Do parafii należą Goszcza, Polanowice, Sadowie, Wola Więcławska i Szczepanowice.
Odpust parafialny obchodzony jest dwukrotnie:
10 sierpnia - w dniu wspomnienia św. Wawrzyńca oraz w ostatnią niedzielę maja − święto Matki Bożej Pocieszenia.